# Eric López (Fußballspieler, 1999)
Eric López (* 5. März 1999 in Westminster, Kalifornien) ist ein US-amerikanischer Fußballspieler auf der Position eines Torwarts. Derzeit ist er vereinslos (Stand: Juni 2025).

## Vereinskarriere
Eric López wurde am 5. März 1999 in der Stadt Westminster im US-Bundesstaat Kalifornien geboren. Im Jahre 2012 wurde er an der Akademie des Major-League-Soccer-Franchises LA Galaxy aufgenommen. Fortan kam er für diese in den verschiedenen Akademiemannschaften (ab der U-13) zum Einsatz und empfahl sich dadurch auch für die US-amerikanischen U-14- und U-15-Nationalauswahlen, in denen er in weiterer Folge regelmäßig eingesetzt wurde. Anfang November 2014 gab das MLS-Franchise bekannt, López für sein Farmteam LA Galaxy II mit Spielbetrieb in der zu diesem Zeitpunkt drittklassigen nordamerikanischen Profiliga United Soccer League (USL) unter Vertrag genommen zu haben. Zu diesem Zeitpunkt war López mit 15 Jahren und acht Monaten der jüngste Spieler mit Profivertrag in der Geschichte der USL. Des Weiteren war er der erst zweite Spieler in der noch jungen Geschichte von Los Dos, so der Spitzname von LA Galaxy II, der den Sprung von der Akademie zum Farmteam Los Dos schaffte. Unter dem dortigen Trainer Curt Onalfo kam er im Spieljahr 2015 noch nicht zum Einsatz, sondern verweilte zumeist in der Akademie, in der er zumeist abwechselnd in den U-15/U-16- und U-17/U-18-Teams zum Einsatz kam. Nebenbei sammelte er in den letzten Jahren auch schon Trainingserfahrung bei der ersten Mannschaft aus der Major League Soccer.
Im darauffolgenden Spieljahr 2016 gab López am 20. August sein Pflichtspieldebüt für LA Galaxy II, als er bei der 0:2-Auswärtsniederlage gegen die Orange County Blues in der 20. Spielminute für den verletzten Bennett Sneddon eingewechselt wurde. Die restliche Spielzeit verbrachte er vornehmlich in den Akademiemannschaften bzw. in den US-amerikanischen Nachwuchsnationalmannschaften. Unter Mike Muñoz, der das Traineramt bei Los Dos im Anfang 2017 übernahm, kam er daraufhin ab Mai 2017 zu regelmäßigeren Einsätzen in der USL, wechselte sich aber des Öfteren mit den vier anderen Torhüter in diesem Spieljahr (Jon Kempin, Bennett Sneddon, Justin vom Steeg und Clément Diop) ab. Am Ende des Spieljahres 2017 rangierte er mit LA Galaxy II auf dem 13. Tabellenplatz der Western Conference. Einen Großteil der Saison absolvierte er auch in der U-17/U-18-Mannschaft der LA Galaxy Academy, für die er es in dieser Saison auf 23 Pflichtspieleinsätze (20 + 3) brachte. Am 4. Juni 2017 saß er bei der Ligapartie gegen D.C. United erstmals auf der Ersatzbank der MLS-Mannschaft von LA Galaxy, kam jedoch im weiteren Spielverlauf nicht zum Einsatz. Er wechselte zu Austin FC II, aber auch bei der zweiten Mannschaft des US-amerikanischen Teams kam er nicht zum Einsatz. Nach nur einem halben Jahr wurde die Zusammenarbeit beendet. Von der zweiten Mannschaft von Austin ging es zum US-amerikanischen Zweitligisten Orange County, er kam zu zwei Einsätzen. Nach einem halben Jahr war er vereinslos, was er noch immer ist.

## Nationalmannschaftskarriere
Bereits kurz nach seiner Aufnahme an der Akademie des MLS-Franchises LA Galaxy wurde López für die US-amerikanische U-14-Auswahl herangezogen. Ab dieser Zeit kam er nicht nur gegen Vereinsmannschaften aus seiner Altersklasse zum Einsatz, sondern wurde von U-14-Nationaltrainer Hugo Pérez auch in offiziellen Länderspielen gegen Nationen wie Kroatien oder Slowenien eingesetzt. Ab demselben Jahr kam er auch zu Einsätzen für die U-15-Auswahl der Vereinigten Staaten und gehörte dieser bis zum darauffolgenden Sommer an. Bereits kurz vor Beendigung seiner U-15-Laufbahn holte ihn Richie Williams im Juli 2014 zu den US-amerikanischen U-17-Junioren. Unter Luchi Gonzalez, seines Zeichens Trainer an der Akademie des FC Dallas, nahm er mit einer US-U-16-Auswahl am Aegean Cup, einem Nachwuchsfußballturnier in der Türkei, teil. Zwei Monate später nahm er an einer von Shaun Tsakiris und Luchi Gonzalez trainierten U-16-Auswahl an einem weiteren Jugendturnier in den Niederlanden teil. Nach zahlreichen Einsätzen für die U-17-Nationalmannschaft seines Heimatlandes zwischen 2014 und 2015 wurde der Nachwuchstorhüter im Juli 2015 im Zuge des Nordic Cups von Javier Perez erstmals in die U-18-Auswahl der USA geholt. In dieser kam er vor allem ab dem darauffolgenden Jahr 2016 zu regelmäßigen Einsätzen und gehörte der vom neuen Coach Omid Namazi trainierten Nachwuchsauswahl bis Anfang des Jahres 2017 an.